# Hrvoje Perinčić
Hrvoje Perinčić (Zadar, 4. siječnja 1978.) je hrvatski profesionalni košarkaš. Igra na poziciji niskog krila,  a trenutačno je trener košarkaškog kluba ABC Zadar

## Vanjske poveznice
- Profil na službenoj stranici Hyères-Toulona
- Profil na NLB.com